# Královská thajská armáda
Královská thajská armáda (thajsky กองทัพบกไทย) je součástí Ozbrojených sil Thajska. Tato armáda byla založena roku 1874, částečně jako reakce na nová bezpečnostní ohrožení po podpisu Bowringovy dohody s Velkou Británií, která otevřela zemi mezinárodnímu obchodu. Motto armády zní „Pro národ, náboženství, krále a lid“ (เพื่อชาติ ศาสน์ กษัตริย์ และประชาชน)

## Historie
Královská thajská armáda vznikla roku 1874 a od té doby se zúčastnila mnoha významných konfliktů. Během první světové války poskytla expediční sbor, který byl nasazen v Evropě. Na straně Japonska zasáhla do bojů pacifického bojiště druhé světové války, na straně Spojených států amerických pak bojovala v korejské a vietnamské válce.

## Velení
V čele armády stojí velitel Královské thajské armády (ผู้บัญชาการทหารบกไทย). Současným velitelem je generál Prayuth Chan-ocha, který byl touto funkcí pověřen od 1. října 2010. Velitelství Královské thajské armády se nalézá na ulici Ratchadamnoen Nok v Bangkoku.
- vrchní velitel – Prayuth Chan-ocha
- zástupce vrchního velitele – Dapong Ratanasuwan
- asistent vrchního velitele – Sirichai Distakul
- asistent vrchního velitele – Jiradej Mokkhasmit
- náčelník armádního štábu – Udomdej Sitabutr